# Grup d’Acció Valencianista
Die Grup d’Acció Valencianista (GAV) (valencianistische Einsatzgruppe) ist eine blaveristische Organisation in der Valencianischen Gemeinschaft, die 1977 gegründet wurde. Sie nennt sich "die kämpfende und kriegerische Fraktion des echten Valencianismus". Allgemein wird sie als eine rechtsextremistische Gruppe eingeschätzt.
In der Vergangenheit haben sie, insbesondere die GAV-Jugend, öfters zur Gewalt gegriffen. Einige ihrer Einschüchterungsaktionen gegen Erziehungszentren, Personen und demokratische Parteien sind unter falschem Namen wie u. a. Maulets 1707 oder Colectiu Vinatea (sic) gemacht worden.

## Geschichtlicher Hintergrund
Die wichtigste Tendenz des Valencianismus nach dem spanischen Bürgerkrieg (der "neue Valencianismus" nach Joan Fuster) hatte im Allgemeinen eine progressive Ideologie. Sein wichtigstes Merkmal war ein Bruch mit der franquistischen Ideologie wie auch mit den Tendenzen des traditionellen Valencianismus vor dem spanischen Bürgerkrieg. Als Gegenbewegung dazu wurde der Blaverismus geschaffen, eine Bewegung gegen die Zugehörigkeit Valencias zu Katalonien. Die GAV wurde als Sammelbecken für Regionalisten gegründet, die Spanien als ihre Nation verteidigten und beanspruchen, den "traditionellen Valencianismus" zu verkörpern.
Die Ideen des „neuen Valencianismus“ wurden von der GAV als "das Wesen und das Symbol des imperialistischen Pankatalanismus [betrachtet], das den Anschluss vom Königreich Valencia an die illegalen katalanischen Länder" beabsichtige. Mit dieser Begründung versuchte die GAV während der spanischen Transition, eine strittige Atmosphäre zu schaffen, um die Zustimmung des Autonomiestatuts der Valencianischen Gemeinschaft zu verhindern. Den Kritikern des Blaverismus zufolge wurde die GAV von wichtigen Leuten der franquistischen Rechten unterwandert. Die GAV wird von einigen als terroristische Gruppe angesehen. Tatsächlich integrierte der UCD-Vorsitzende, Emilio Attard, Mitglieder der GAV in seine eigene Partei.
Während der Festlichkeiten des 9. Oktober, des valencianischen Nationalfeiertages, verbrannte 1979 eine Gruppe mit der GAV verbundener Leute die Flagge des vorautonomen Rats des Landes Valencia, die auf dem Balkon des Rathauses von Valencia flatterte, mit Hilfe einer Zündschnur, die vom ehemaligen GAV-Präsidenten und späteren UCD-Stadtverordneten Rafael Orellano erzeugt wurde. Gleichzeitig wurden einige Mitglieder des vorautonomen Rats des Landes Valencia angegriffen. Seitdem begann die GAV, eine wichtige Rolle innerhalb des Blaverismus zu spielen. Außerdem bekannte sie sich zu Gewalttaten, um ihre Ideale durchzusetzen.
Heutzutage ist ihre Bedeutung geschrumpft und sie sind vor allem in Valencia und Umgebung aktiv. Dennoch üben sie weiterhin Erpressung und Verfolgung aus.

## Gewalttaten

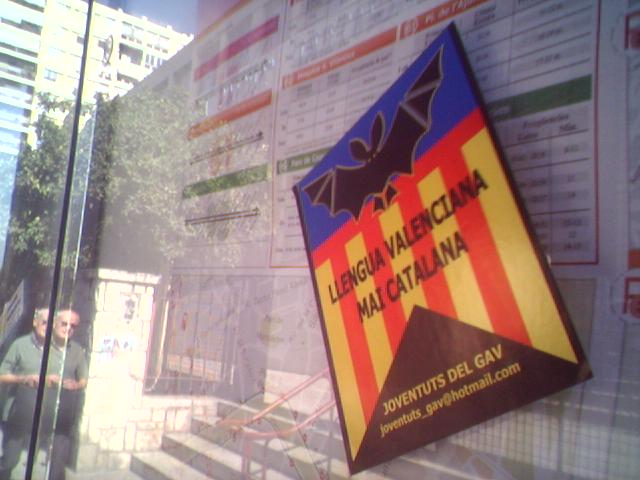
Aufkleber der GAV-Jugend gegen die Einheit der katalanischen Sprache

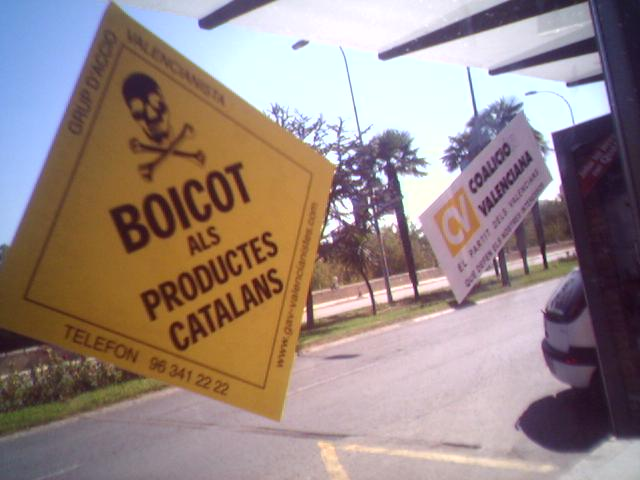
Aufkleber der GAV-Jugend zur Unterstützung vom Boykott der Produkte aus Katalonien.

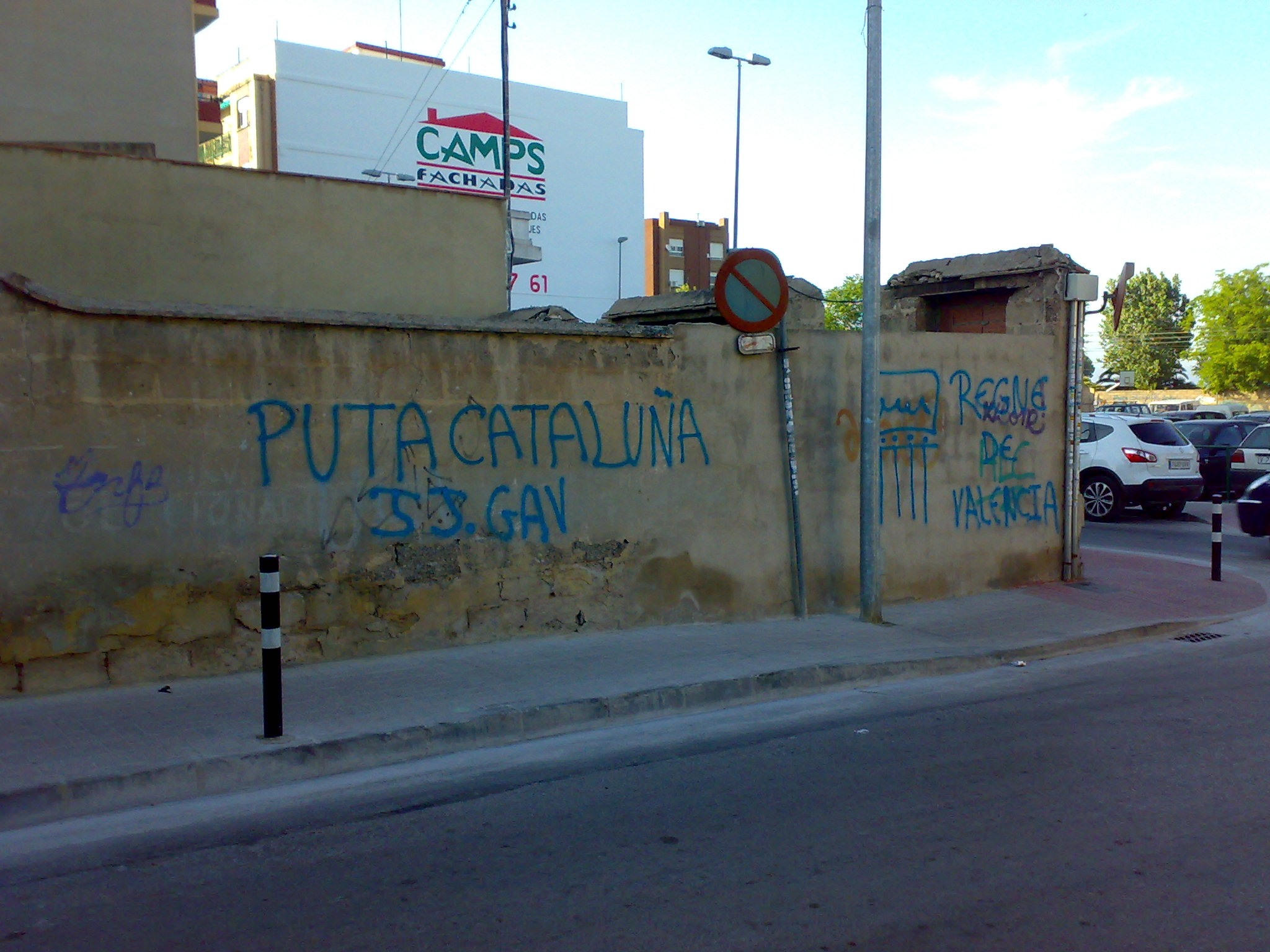
Rassistisches Graffito gegen Katalonien der GAV-Jugend in Burjassot, Land Valencia (2010)

Zwei terroristische Anschläge gegen Manuel Sanchis i Guarner und Joan Fuster in den Jahren 1979 und 1981 mit äußerst starkem Sprengstoff wurden von Personen aus dem Umfeld der GAV verübt. Niemand bekannte sich zu den Anschlägen oder wurde deswegen belangt. Trotzdem waren sie nach dem Gesetz Vandalismus. Die GAV bezeichnete aber einen terroristischen Angriff im Jahr 1978 gegen Sanchis Guarner als eine "Reaktion des valencianischen Volkes gegen die katalanistische Aggression" und als eine "nicht blutige Aktion". Das zeigt die ideologische Nachbarschaft zwischen den Aggressoren und diesem Verband.
Zwei Monate nach diesen "vandalischen" Vorkommnissen starb Sanchis Guarner an einem Herzinfarkt. Joan Fuster gab in einem TV-Interview 1992 bekannt, dass er aufgrund dieser Vorkommnisse das aktive soziale Leben aufgegeben habe und dass er an einer Depression erkrankt sei. Die GAV aber definiert sich nicht als eine kämpfende oder terroristische Gruppe.
In ihrer Zeitschrift SOM rechtfertigte die GAV den terroristischen Angriff gegen Sanchis Guarner im Oktober 2002, nachdem das Delikt verjährt war und es deswegen nicht möglich war, die Schuldigen zu verurteilen.
Zu ihren berüchtigtsten Aktionen zählt der Boykott einer Vorlesung David Rosenthals innerhalb der mittelalterlichen Seidenbörse von Valencia im Januar 1985. Rosenthal ist der Übersetzer des Ritterromans Tirant lo Blanc aus dem Katalanischen ins Englische. Einige GAV-Anhänger, unter ihnen Carles Recio, ein sogenannter moderner valencianischer Intellektueller, ließen Mäuse in der Seidenbörse frei, um die Vorlesung zu stören.
Juan García Sentandreu gab vor einem spanischen Richter zu, dass er nach einer illegalen Demonstration gegen den Consell Valencià de Cultura, eine offizielle beratende valencianische kulturelle Organisation, einen Wagen des katalanischen Fernsehens mit Eiern beworfen hatte. Während dieser illegalen Demonstration wurden die Consell-Mitglieder auch angegriffen.
Am 1. Dezember 2007 verteilten Mitglieder der GAV Flugblätter bei der Sekundarschule La Garrigosa in Meliana. Diese Flugblätter enthielten Bilder und persönliche Daten von einigen Lehrern dieser Sekundarschule, wie z. B. ihre Adressen. Ihnen wurde ihre "katalanistische" Einstellung vorgeworfen. In diesen Flugblättern wurden die Nachbarn aufgefordert, gegen sie vorzugehen. Diese Aktion entsprach der Bildung politischer "schwarzer Listen".
Im Januar 2008 schrieben einige Mitglieder der GAV bedrohliche und fremdenfeindliche Graffiti auf die Mauer der kulturellen Gesellschaft Ca Revolta und dem Centre Social-Bar Terra in Valencia. Diese Orte sind Treffpunkte der Linken und der Progressiven von Valencia.
Im selben Monat wurde der Casal Jaume I von Acció Cultural del País Valencià, einer nationalistischen kulturellen valencianischen Organisation, in Catarroja von unbekannten Personen mit einer Salzsäurebombe angegriffen, während eine Tagung der bürgerlichen Plattform Salvem Catarroja (Lass uns Catarroja retten) stattfand. Die Opfer erklärten, sie vermuteten eine Beteiligung der GAV. Ein paar Tage vorher hatten sie telefonische Drohungen bekommen. Außerdem wurde die Baracke angegriffen, wo sie ihre Materialien aufbewahrten, während sie an einer Demonstration gegen die Spekulation teilnahmen. Verschiedene Objekte wurden gestohlen, andere zerstört oder beschmiert. Die Verbrecher unterschrieben auf der Baracke mit dem Akronym "JJGAV".
Im Februar 2008 wurde das Hauptbüro der Valencianischen Nationalistischen Blockpartei von einer Gruppe angegriffen, die Graffiti auf die Tür schrieb und das Türschloss aufbrach. Der BLOC hat den starken Verdacht, dass diese Leute der GAV angehörten.
Am 5. Juli 2011 boykottierten einige Mitglieder der GAV und España 2000 die Vorstellung des Buches Noves Glòries a Espanya (Neue Ehre für Spanien) von Vicent Flor, die im FNAC von Valencia stattfand. Danach wurde der Expräsident der GAV, Juan García Sentandreu, inhaftiert.
In der Folge verurteilte das Parlament von Katalonien die "wiederholten Angriffe der Rechtsextremisten" in der Autonomen Gemeinschaft Valencia. Vorher hatte Coalició Compromís schon einen ähnlichen Antrag in der Corts Valencianes eingebracht, der aber von der Volkspartei abgelehnt wurde.

## GAV-Jugend
In der Gegenwart sucht die GAV neue Anhänger durch die JJGAV (GAV-Jugend). Diese Organisation hat sehr oft Beziehungen zu anderen rechtsextremen Gruppen wie z. B. España 2000, einer rechtsextremistischen Partei mit Hauptsitz in Valencia. Einige Anhänger der GAV und der JJGAV sind gleichzeitig Militante von E2000.
Das Programm der GAV-Jugend beruht fast ausschließlich auf antikatalanistischen Taten: Boykotte gegen katalanische Produkte, Demonstrationen, Proteste usw.

## Präsidenten
- Rafael Orellano (1976–1977)
- Pasqual Martín Villalba (1977–1984)
- Chimo Romero (1984–1989)
- Pere Aguilar (1989–1994)
- Juan García Sentandreu (1994–2001)
- Manolo Latorre Castillo (2001–…)